# Битва у эстакады (1937)
Битва у эстакады (1937) произошла 26 мая 1937 года, когда американский профсоюзный деятель Уолтер Рейтер и члены союза труда United Auto Workers (UAW) были избиты охранниками Ford Motor Company у завода «Ривер-Руж» в Дирборне, штат Мичиган. После того, как фотографии инцидента были обнародованы, поддержка Генри Форда и его компании значительно уменьшилась.

## Предыстория
UAW запланировал кампанию по расклейке листовок с лозунгом «Юнионизм, а не фордизм» через дорогу у завода «Ривер-Руж». Они требовали 8 долларов заработной платы (что эквивалентно 142 долларам сегодня) и шестичасового рабочего дня для рабочих вместо старого восьмичасового рабочего дня и оплаты труда в размере 6 долларов (эквивалентно 107 долларов сегодня). Эта кампания была запланирована на конец рабочего дня, и листовки должны были увидеть около 9.000 рабочих.

## Начало столкновений
Примерно в 14:00 фотограф из местной газеты Джеймс Р. (Скотти) Килпатрик попросил нескольких ведущих профсоюзных организаторов, в том числе Уолтера Рейтера и Ричарда Франкенстина, сфотографироваться у эстакады на фоне вывески Ford Motor Company. Пока они делали снимки, сзади подошли люди из внутренней службы безопасности завода под руководством Гарри Беннета, и начали их избивать. Число нападавших достоверно неизвестно, но их могло быть около сорока.
Франкенстина били ногами и руками. Рейтер описал тот момент следующим образом:

Семь раз они поднимали меня с бетона и бросали обратно, чтоб я ударялся. Они сковали мне руки.. Меня били кулаками, пинали и тащили за ноги к лестнице, сбрасывали, затем снова поднимали, вновь били ногами…

Один из членов рабочего движения, присутствующий на мероприятии, Ричард Мерривезер получил перелом спины в результате побоев, нанесенных ему.

## Последствия
Люди из отдела безопасности пытались уничтожить фотопластинки, но фотограф Джеймс Р. Килпатрик спрятал их под задним сиденьем своей машины и добровольно сдал бесполезные пластины, которые были у него на переднем сиденье. Новость об избиении и фотографии жестокого нападения попали в заголовки многих местных и всеамериканских газет.
Несмотря на фотографии и множество свидетелей избиения, директор службы безопасности Беннет заявил:

 «Дело было намеренно спровоцировано профсоюзными должностными лицами... Они просто хотели сфабриковать обвинение в жестокости Форда... Я точно знаю, что ни один сотрудник безопасности завода не участвовал в драке».

Инцидент значительно усилил поддержку UAW и нанес ущерб репутации Ford Motor Company. Лишь три года спустя Ford Motor Company подписал контракт с UAW.